# Hidalgo del Parral
Hidalgo del Parral là một đô thị thuộc bang Chihuahua, México. Năm 2005, dân số của đô thị này là 103519 người.